# Der Todeskandidat (Film)
Der Todeskandidat ist ein 1961 in Irland gedrehtes, britisches Filmdrama von Arthur Dreifuss mit Patrick McGoohan in der Hauptrolle. Die Geschichte basiert auf dem Bühnenstück The Quare Fellow (1954) des irischen Schriftstellers Brendan Behan.

## Handlung
Thomas Crimmin tritt in einem Dubliner Gefängnis seinen neuen Dienst an. Beim Einführungsgespräch gibt er sich als Befürworter der Todesstrafe zu erkennen. Als Neuling wird Crimmin der erfahrene, altgediente Oberwärter Regan, der kurz vor seiner Pension steht, zur Seite gestellt. Regan ist ein von Altersmilde und Güte geprägter Aufseher und legt eine im Lauf seiner Dienstjahrzehnte angeeignete Distanzierung gegenüber der Institution Todesstrafe an den Tag. Die Situation im Gefängnis ist angespannt, da nach langer Zeit einmal wieder zwei Häftlinge, darunter der titelgebende „Quare Fellow“, hingerichtet werden sollen. Der Mann war wegen Brudermordes zum Tode verurteilt worden. Crimmin wird zum ersten Mal nachdenklich, als ihm einige Mitgefangene, die hier schon lange einsitzen, erzählen, wie grausam der Prozess des Hängens bei vorherigen Todeskandidaten abgelaufen sein soll, und dass in einem Fall der qualvolle Tod erst nach 17 Minuten eintrat. Bei seiner Hauswirtin, bei der Crimmin zur Untermiete wohnt, lernt der Wärter kurz darauf Kathleen kennen, die Ehefrau des Todeskandidaten. Als sie erfährt, dass Thomas Crimmin als Wärter im städtischen Gefängnis arbeitet und womöglich der für morgen anberaumten Hinrichtung ihres Mann beiwohnen wird, begegnet sie Crimmin mit scharfer Ablehnung und macht ihm heftige Vorwürfe.
Bald geraten die Dinge in Bewegung: Ein Häftling hat sich in seiner Zelle erhängt und bei einem der beiden zum Tode Verurteilten wurde die Todesstrafe in eine Gefängnisstrafe umgewandelt. Schließlich erfährt Crimmin auch, wieso der „Quare Fellow“ seinen Bruder tötete: Er hatte seine Frau Kathleen mit seinem Bruder im Bett erwischt. Crimmin beginnt, sich unbequeme Fragen zu stellen, denn viele angeblich „unumstößliche Wahrheiten“ scheinen doch vielschichtiger, als er geglaubt hatte. Kathleen erzählt ihm, wie es zur Tötung ihres Schwagers kam, und Crimmin rät ihr, den Prisoner Governor aufzusuchen und ihm die Hintergründe der Tat zu berichten, auf dass dieser ein Gnadengesuch beim Minister stellen könnte. 
Als Crimmin dann auch noch den Henker und dessen Assistenten kennenlernt, die am Vorabend der Exekution im Gefängnis eintreffen und dort kuriose Verhaltensweisen an den Tag legen, beginnt er generell die Institution der Todesstrafe in Zweifel zu ziehen. Die letzte Nacht vor der Hinrichtung bedeutet für alle Beteiligten noch einmal größte Anspannung. Kathleen irrt schlaf- und ziellos durchs nächtliche Dublin und die beiden Henker werden im Pub verprügelt, als man von deren Identität erfährt. Nur durch das beherzte Eingreifen des gleichfalls anwesenden Crimmin kann schlimmeres verhindert werden. Am nächsten Morgen erfährt der Prisoner Governor, dass sein Einsatz bei dem zuständigen Minister abschlägig beschieden wurde. Crimmin wohnt der Exekution des „Quare Fellow“ bei. Zum selben Zeitpunkt bricht die im Pub wartende Kathleen weinend zusammen. Dann geht sie ins Freie, in den neuen Tag, einer ungewissen Zukunft entgegen.

## Produktionsnotizen
Gedreht zum Jahresende 1961 in Dublin, erlebte der Film seine Uraufführung im September 1962 im Rahmen des Internationalen Filmfestivals von Cork (Irland). Die deutsche Premiere fand am 16. November 1970 im deutschen Fernsehen (ZDF) statt.

## Synchronisation
| Rolle                                 | Darsteller       | Synchronsprecher     |
| ------------------------------------- | ---------------- | -------------------- |
| Thomas Crimmin                        | Patrick McGoohan | Karl Heinz Bender    |
| Wärter Regan                          | Walter Macken    | Peter Joseph Schmitz |
| Donnelly                              | Dermot Kelly     | Erich Ebert          |
| Gefängnisdirektor (Prisoner Governor) | Philip O’Flynn   | Thomas Reiner        |
| Lavery                                | Norman Rodway    | Horst Raspe          |

## Kritiken
The Monthly Film Bulletin urteilte: „Patrick McGoohan liefert eine leichtgewichtige Darstellung dieses Unschuldigen, und Sylvia Syms ist unglaubwürdig als die promiskuitive Ehefrau des Titelhelden. Die beste Leistung liefert Walter Macken, mitfühlend zynisch als Gefängniswärter Regan, einer der wenigen Charaktere, der noch ein bisschen Behan in sich trägt. Arthur Dreifuss' Regie ist ziemlich effektiv auf dieser wenig subtilen Ebene, die sein Drehbuch vorgibt.“
Der Kinematograph Weekly schrieb, der Film erzähle eine „ausgeglichene und kraftvolle, wenngleich auch düstere Geschichte mit viel scharf kontrastierenden Charakteren gegenüber authentischen Hintergründen.“
Das US-amerikanische Fachblatt Variety stieß ins gleiche Horn, nannte den Film einen „uneingeschränkten Protest gegen die Todesstrafe“ und lobte die „hochkarätige Besetzung, durch die Bank Iren“.
Auf fernsehserien.de heißt es: „Glänzend gespieltes, eindringliches Plädoyer gegen die Todesstrafe.“
Das große Personenlexikon des Films nannte den Film ein „bedrückende(s), hervorragend gespielte(s), irische(s) Drama“ und bezeichnete den Crimmin als McGoohans „wichtigste Früh- und Hauptrolle“.
Im Lexikon des Internationalen Films heißt es: „Beachtlich, wenn auch mit kolportagehaften Elementen inszeniert.“